# Проскурякова Тетяна Авенирівна
Таня Проскурякофф (англ. Tatiana Proskouriakoff, рос. Татьяна Авенировна Проскурякова, 23 січня 1909, Томськ — 30 серпня, 1985) — російсько-американська мовознавиця, археологиня, дослідниця писемності мая; почесний доктор.

## Життєпис
Народилась в місті Томськ Томської губернії Російської імперії. Походить з родини артилериста-інспектора. Батько відбув за кордон для нагляду за виробництвом гармат для Російської імперії, що вступила в 1-шу світову війну.
Тетяна та її сестра захворіли на дифтерію та скарлатину, тому перебували в Росії. З родиною за кордоном возз'єдналась у 1916 р. Після більшовицького перевороту 1917 року назавжди залишилась у США.

### Перша освіта
Мешкала в Огайо, потім в Філадельфії, перебралась в Пенсільванію. За першою освітою — архітекторка. Навчалася в державному університеті Пенсільванії, який закінчила 1930 р. Закінчення припало на роки Великої економічної депресії. Довго шукала місце праці, поки не потрапила в університетський музей.

### Археологія

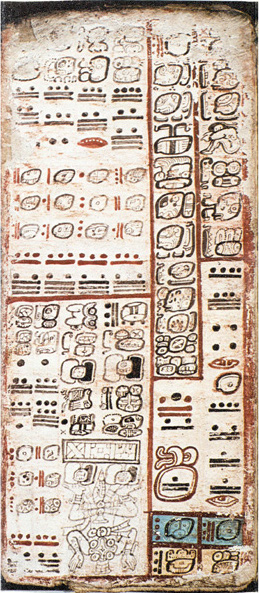
Одна сторінка Дрезденського кодексу мая

Перехід на новий фах стався практично випадково. Вона приєдналася до американської наукової експедиції з дослідження археологічних об'єктів у містах Чичен-Іца, Тікаль та Яшчилан. Архітектурну реконструкцію центру міста П'єдрас-Неграс вона завершила після повернення в місто Філадельфія.
Наукових керівників експедиції цілком задовольняли архітектурні реконструкції та малюнки Проскурякової, що мала розвинену просторову уяви, обумовлену її першим фахом. Архітектурні реконструкції Тетяни Проскурякофф (фахової геодезистки і креслярки) настільки вразили Сильвануса Морлі, що той замовив їй копію для Інституту Карнегі в Вашингтоні. За фінансової підтримки Морлі була організована нова експедиція 1939 року, в складі якої на дослідження в Юкатан відбула і Проскурякова. З часом вона виробилась у поважну археологиню і дослідницю писемності мая. Це був етап праці одинаків-дослідників маловідомої писемності туземного народу Центральної Америки. Працю дешифрування писемності розпочав Ерік Томпсон з Великої Британії, що набув значного авторитету в галузі.

## Дешифрування писемності мая

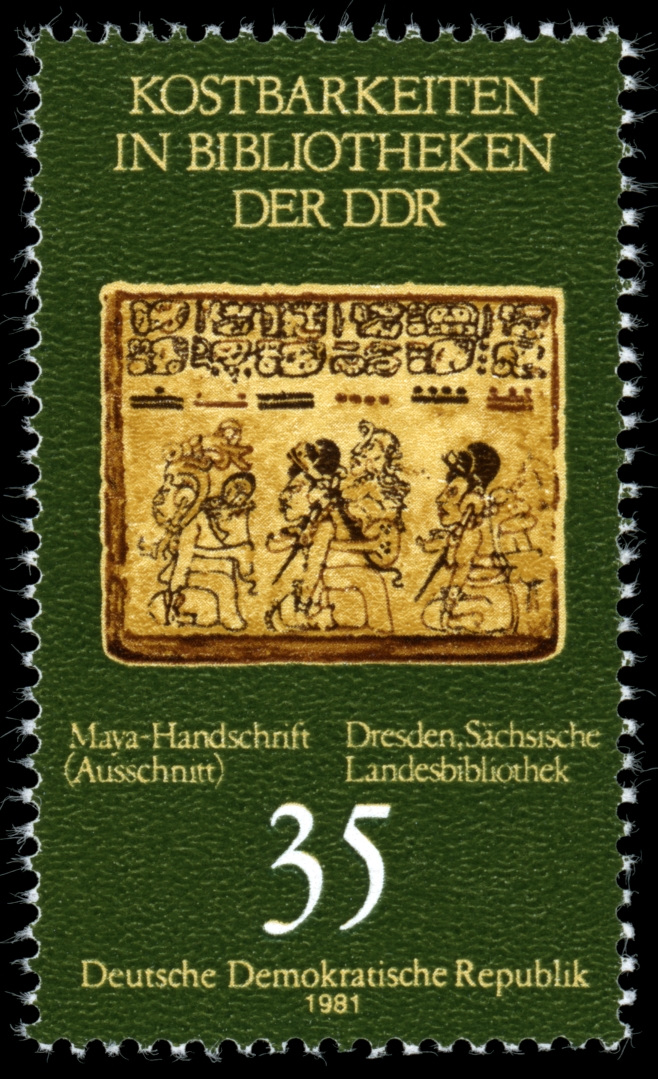
Видання 1981 року

Тетяна Проскурякова запропонувала розшифровку деяких ієрогліфів, що надали можливість прочитати темні до цього рядки написів мая. До розшифровки вона додала чисельні тексти на кам'яних стелах з міста П'єдрас-Неграс. Дати на стелах наштовхнули дослідницю на думку, що це хронологія царювань, бо дати (народжень і смертей) не надто перевищували 60 років — нормального терміну людського життя. Висновки Тетяни Проскурякової був вимушений визнати сам Ерік Томпсон.

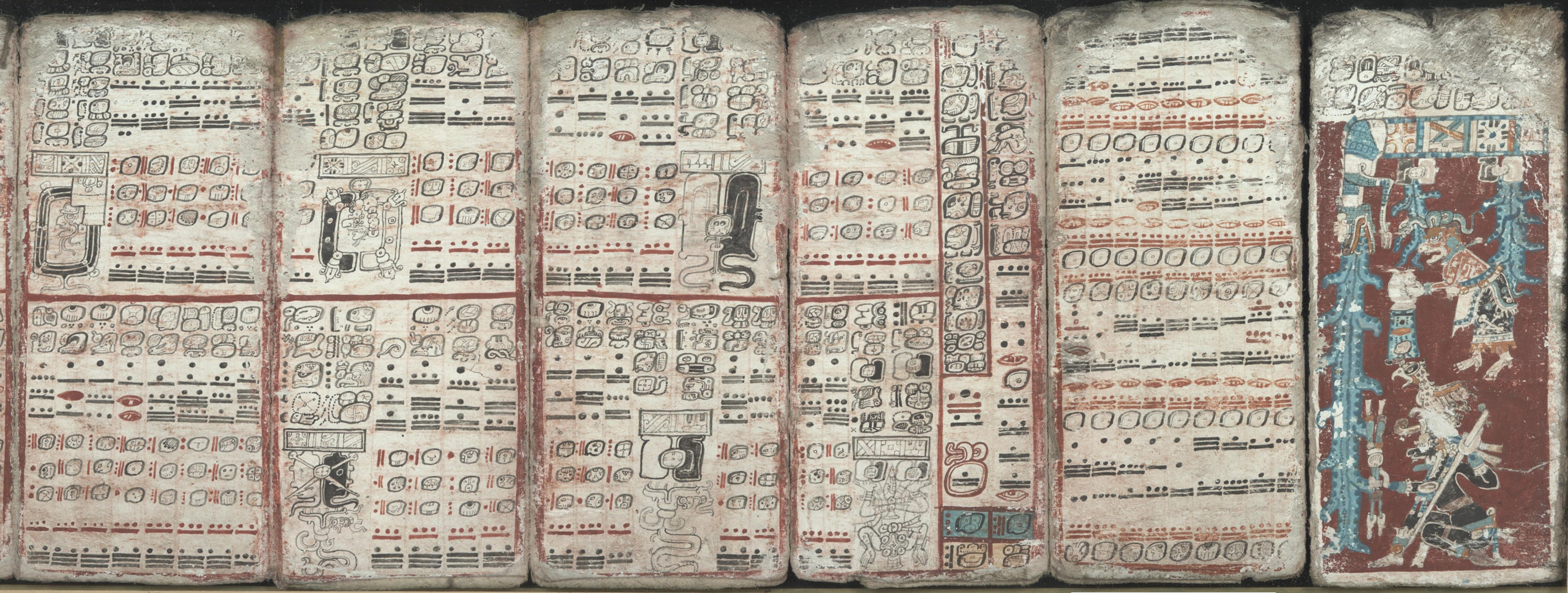
Сторінки Дрезденського кодексу мая

Померла у м. Кембридж. Прах 1998 року був перепохований у П'єдрас-Неграс на подяку наукових досягнень археологині і лінгвістки.

## Нагороди
Праця отримала державне визнання:
- У 1962 році — медаль Альфреда В. Кіддера за досягнення в американській археології;
- у 1971 р. — звання «Жінка року» від Університету штату Пенсильванії;
- у 1977 р. — почесна ступінь доктора юридичних наук від Тулейнського університету;
- у 1983 р. — обрана у членство Американського філософського товариства;
- у 1984 р. — орден Кетцаля від керівництва держави Гватемала.

## Друковані твори (англійською)
- (англ.)An Inscription on a Jade Probably Carved at Piedras Negras Notes on Middle American Archaeology and Ethnology II, 1944
- (англ.)An Album of Maya Architecture, 1946
- (англ.)Middle American Art, 1950
- (англ.)A Study of Classic Maya Sculpture Carnegie Institute of Washington Publication No. 593, 1950
- (англ.)Varieties of Classic Central Veracruz Sculpture American Anthropology and History LVIII, 1954
- (англ.)Historical Implications of a Pattern of Dates at Piedras Negras, Guatemala American Antiquity XXV, 1960
- (англ.)Portraits of Women in Maya Art, 1961
- (англ.)Lords of the Maya Realm Expedition Magazine IV(1) 1961
- (англ.)Mayapán, Yucatán, Mexico (with H E D Pollock, A L Smith and R L Roys) Carnegie Institute of Washington Publication No. 619, 1962
- (англ.)Historical Data in the Inscriptions of Yaxchilan, Part 1 Estudios de Cultura Maya III, 1963
- (англ.)Historical Data in the Inscriptions of Yaxchilan, Part 2 Estudios de Cultura Maya IV, 1964
- (англ.)Olmec and Maya Art: Problems of Their Stylistic Relation Dumbarton Oaks Conference on the Olmec, 1968
- (англ.)Classic Art of Central Veracruz Handbook of Middle American Indians Vol XI, 1971